# Linea ferroviaria rapida di Saitama
La Linea ferroviaria rapida di Saitama (埼玉高速鉄道線?, Saitama Kōsoku Tetsudō-sen) è una linea ferroviaria sotterranea giapponese che di fatto è una prosecuzione della linea Namboku della metropolitana di Tokyo, anche se il gestore è diverso da quella di quest'ultima e la linea si trova prevalentemente nella città di Saitama. La linea inizia ad Akabane-Iwabuchi, a Tokyo, e termina a Urawa Misono, a Saitama. È stata inaugurata il 28 marzo 2001. La linea fu costruita in tempo per servire lo stadio di Saitama per i mondiali di calcio 2002 tenutisi in Giappone e in Corea del Sud.
In futuro la linea potrebbe essere estesa ulteriormente a nord fino alla stazione di Hasuda situata a Iwatsuki-ku, tuttavia problemi nel reperimento dei fondi finora hanno rallentato il decollo del progetto.

## Stazioni
| N°   | Colore | Stazione          | Giapponese | Distanza | Collegamenti | Posizione          | Posizione             |
| ---- | ------ | ----------------- | ---------- | -------- | --- | ------------------ | --------------------- |
| SR19 |        | Akabane-Iwabuchi  | 赤羽岩淵   | 0.0      | Tokyo Metro: Linea Namboku (N-19, Diretto) JR East (Akabane, 10 minuti a piedi) ■ Linea principale Tōhoku (Linea Utsunomiya ■ Linea Takasaki ■ Linea Shōnan-Shinjuku) ■ Linea Keihin-Tōhoku ■ Linea Saikyō | Kita               | Tōkyō                 |
| SR20 |        | Kawaguchi Motogō  | 川口元郷   | 2.4      | | Kawaguchi          | Prefettura di Saitama |
| SR21 |        | Minami Hatogaya   | 南鳩ヶ谷   | 4.3      | | Kawaguchi          | Prefettura di Saitama |
| SR22 |        | Hatogaya          | 鳩ヶ谷     | 5.9      | | Kawaguchi          | Prefettura di Saitama |
| SR23 |        | Araijuku          | 新井宿     | 7.5      | | Kawaguchi          | Prefettura di Saitama |
| SR24 |        | Tozuka Angyō      | 戸塚安行   | 10.0     | | Kawaguchi          | Prefettura di Saitama |
| SR25 |        | Higashi-Kawaguchi | 東川口     | 12.2     | JR East:■ Linea Musashino | Kawaguchi          | Prefettura di Saitama |
| SR26 |        | Urawa-Misono      | 浦和美園   | 14.6     | | Midori-ku, Saitama | Prefettura di Saitama |

## Materiale rotabile
- Saitama Rapid Railway serie 2000 6 carrozze
- Tokyo Metro serie 9000 6 carrozze
- Tokyu serie 3000 6 carrozze
- Tokyu serie 5080 6 carrozze